# MASkargo
MASkargo o Malaysia Airlines Kargo (Malaysia Airlines Cargo Sdn. Bhd.) es una aerolínea de carga con sede en el Centro Avanzado de Carga (ACC) en el Aeropuerto Internacional de Kuala Lumpur (KUL) en Sepang, Selangor, Malasia. Es una división de carga de su compañía matriz, Malaysia Airlines, que opera vuelos regulares y charter de carga así como los traslados del aeropuerto al puerto marítimo por tierra.

## Historia
La compañía fue fundada en 1972 y se encarga del traslado de carga a todo el mundo a través de la red de rutas global de Malaysia Airlines. Gracias a ello, MASkargo transporta 30.000 toneladas de carga. Se convirtió en filial de Malaysia Airlines en abril de 1997 operando con dos Boeing 747-200F de su matriz. Tiene 1.092 empleados (en marzo de 2007). Actualmente, en la nueva instalación de carga ubicado en el Centro Avanzado de Carga (ACC) del Aeropuerto Internacional de Kuala Lumpur, MASkargo tiene capacidad para atender hasta un millón de toneladas de sus clientes de carga.

## Destinos
MASkargo actualmente opera vuelos de carga desde Kuala Lumpur y Penang utilizando aviones de carga Boeing 747-200SF y Boeing 747-400F a:
- Australia
  - Melbourne (Aeropuerto de Melbourne)
  - Sídney (Aeropuerto de Sídney)
- República Popular China
  - Cantón (Aeropuerto Internacional de Cantón-Baiyun)
  - Hong Kong (Aeropuerto Internacional de Hong Kong)
  - Shanghái (Aeropuerto Internacional de Shanghái Pudong)
- Francia
  - Mulhouse (Aeropuerto de Basilea-Mulhouse)
- Alemania
  - Fráncfort del Meno (Aeropuerto Internacional de Fráncfort del Meno)
- Japón
  - Tokio (Aeropuerto Internacional Narita)
- Malasia
  - Kuala Lumpur (Aeropuerto Internacional de Kuala Lumpur) Hub
  - Kuala Terengganu (Aeropuerto Sultán Mahmud)
  - Kuching (Aeropuerto Internacional de Kuching)
  - Penang (Aeropuerto Internacional de Penang) Hub
- Taiwán
  - Taipéi - Aeropuerto Internacional de Taiwán Taoyuan
- Países Bajos
  - Ámsterdam (Aeropuerto de Ámsterdam-Schiphol)
- Suiza
  - Basilea Véase Francia
- Emiratos Árabes Unidos
  - Dubái (Aeropuerto Internacional de Dubái)
- Reino Unido
  - Londres (Aeropuerto de Londres-Heathrow)
- Uzbekistán
  - Tashkent (Aeropuerto Internacional de Tashkent)

### Antiguos destinos
- Italia - Milán

## Flota
MASkargo opera con dos Boeing 747-400F en propiedad y cuatro Boeing 747-200SF alquilados. También vende la capacidad de bodegas libres en su matriz, Malaysia Airlines. En agosto de 2008, la aerolínea introdujo un Airbus A300 en su flota de aviones cargueros alquilado a Air Atlanta Icelandic.
| Tipo        | Número en servicio | Carga | Carga | Carga | Carga     | Capacidad de carga (kg) | Notas                                                                     |
| Tipo        | Número en servicio | MD    | LD    | LD3   | BULK (kg) | Capacidad de carga (kg) | Notas                                                                     |
| 747-400F    | 2                  | 30    | 9     | 2     | 2.400     | 120.000                 | Alquilados desde 2006 de ILFC                                             |
| 747-200SF   | 4                  | 29    | 9     | 2     | 2.200     | 100.000                 | El primero entró en servicio en 1987 alquilado desde Air Atlantic Iceland |
| A300C4-605R | 1                  |       |       |       |           | 42.000                  | Entró en servicio el 5 de septiembre de 2008                              |